# 加赞费尔·比尔盖
加赞费尔·比尔盖（土耳其語：Gazanfer Bilge，1924年7月23日—2008年4月20日），土耳其男子摔跤运动员。他曾代表土耳其参加1948年夏季奥林匹克运动会摔跤比赛，获得男子自由式次轻量级金牌。